# Municipio de Nīca
El municipio de Nīcas (en Letón: Nīcas novads) es uno de los ciento diez municipios de Letonia, se encuentra localizado en el suroeste de dicho país báltico. Fue creado durante el año 2009 después de una reorganización territorial. La capital es el pueblo de Nīca. Es un municipio completamente rural en el que no existen localidades importantes.
El 1 de julio de 2021, el municipio de Nīca dejó de existir y su territorio se fusionó con el municipio de Kurzeme Meridional.

## Subdivisiones
- Nīcas pagasts (zona rural)
- Otaņķu pagasts (zona rural)

## Población y territorio
Su población se encuentra compuesta por un total de 3.886 personas (2009). La superficie de este municipio abarca una extensión de territorio de unos 350,8 kilómetros cuadrados. La densidad poblacional es de 11,08 habitantes por cada kilómetro cuadrado.